# 堀孝史
堀 孝史（ほり たかふみ、1967年9月10日 - ）は、神奈川県出身の元サッカー選手、サッカー指導者。選手時代はフォワード、ミッドフィールダー、ディフェンダーをこなすユーティリティープレーヤーだった。

## 来歴
神奈川県立鎌倉高等学校3年次に高校選手権に出場し優秀選手に選出。明治大学を経て1990年に日本サッカーリーグ1部の東芝に加入すると1年目からレギュラーの座を獲得しリーグ戦22試合で7得点を記録、ペドロ・ペデルッチや向島建らと共に1990-91シーズンの4位に貢献した。1991年に日本代表に選出され、同年4月4日に国立競技場で行われたスパルタク・モスクワとの親善試合でベンチ入りしたが試合出場の機会はなかった。
1992年にJリーグの浦和レッズへ移籍。加入当初はフォワードや攻撃的ミッドフィールダーとしてプレーしていたが結果を残すことが出来ず、堀の決定力不足はチームの低迷の要因の一つと評された。横山謙三監督時の1994年に「ピッチで上下動を繰り返す運動量と、パスの正確性」を買われて右サイドバックに転向。1995年に監督に就任したホルガー・オジェックの下ではボランチを務め、チーム事情によってセンターバックやトップ下まで幅広く務めていた。1999年のベルマーレ平塚（翌年に湘南ベルマーレと改称）移籍後は主に守備的MFでプレーしていたが2001年限りで現役引退。

### 現役引退後
引退後は指導者の道へと進み2002年から湘南の育成組織やトップチームのコーチを歴任。

#### 浦和レッズ

##### ユース
2005年から古巣の浦和へ復帰しユースチームのコーチを務め、2007年にユースの監督に昇格。2008年の高円宮杯全日本ユース選手権では山田直輝、原口元気、濱田水輝らを擁してチームを初優勝に導いた。

##### トップチーム
2011年10月20日、成績不振で解任されたゼリコ・ペトロビッチの後任としてトップチームの監督に就任した。チームは第29節大宮戦で敗れ、J2降格圏内の16位に転落し、残留争いの渦中にあった。フロントから監督就任要請を受けたのがペトロヴィッチ解任前日の10月19日のことであり、第30節の横浜F・マリノス戦まで2日の猶予しか残されていないといった状況下での指揮となった。堀は浦和ユースを指揮していた時と同様に中盤にアンカーを配した4-3-3の布陣を基本としつつポジションを固定せずに選手に流動性と機動力を求めるスタイルを採用 し、今まで出場機会に恵まれていなかった梅崎司を右サイドに起用すると、初陣となった横浜戦を2-1で勝利し、第33節のアビスパ福岡戦でも2-1と勝利するなど最終的に15位という成績でチームをJ1残留に導いた。
2012年より、ミハイロ・ペトロヴィッチ監督体制下でトップチームのコーチを務める。天皇杯4回戦　横浜F・マリノス戦で腰の治療のため帰国したミハイロ・ペトロヴィッチ監督に代わり代理監督として指揮をとった。
2017年7月30日、ミハイロ・ペトロヴィッチ監督が契約解除され、後任として再び浦和の監督に就任、その直後にスルガ銀行チャンピオンシップを制した。さらに、長澤和輝・青木拓矢の抜擢やシステムの変更を経て、AFCチャンピオンズリーグでは緻密なスカウティングに基づいた柔軟な采配を施し、浦和を10年ぶりのアジア制覇へと導いた。
2018年は開幕からリーグ戦5試合で2分3敗、降格圏内の17位に低迷し、4月2日付で契約を解除された。

#### 尚美学園大学サッカー部
2019年より、尚美学園大学サッカー部のヘッドコーチに就任。

#### ジェフユナイテッド千葉
同年3月、大学の同期である江尻篤彦が新監督に就任したジェフユナイテッド千葉のヘッドコーチに就任した。

#### 東京ヴェルディ
2020年2月、東京ヴェルディのスカウト部長に就任した。
2021年、東京ヴェルディのコーチに就任。9月1日、永井秀樹の辞任に伴い、暫定監督に就任した。
2022年6月13日、双方合意の上で退任が発表された。

#### ベガルタ仙台
2022年12月2日、ベガルタ仙台のコーチ就任が発表された。
2023年7月13日、伊藤彰監督退任に伴い、その後任として仙台監督就任が発表された。11月13日、成績不振により退任することが発表された。

#### 横浜FC
2024年1月4日、横浜FCのコーチ就任が発表された。2024年12月、同年限りでの退任を発表。

## 人物
- 実兄の堀直人は全日空サッカークラブや横浜フリューゲルスでプレーしたサッカー選手で、引退後は全日本空輸へ。
- 浦和時代のチャント（応援歌）の元ネタは丸大ハンバーグのCMソングである。

## 所属クラブ
- 厚木市はやぶさイレブン
- 厚木市立厚木中学校
- 横浜市立岩崎中学校
- 1983年 - 1986年 神奈川県立鎌倉高等学校[20]
- 1986年 - 1990年 明治大学[21]
- 1990年 - 1992年 東芝堀川町サッカー部
- 1992年 - 1998年 浦和レッドダイヤモンズ
- 1999年 - 2001年 ベルマーレ平塚/湘南ベルマーレ

## 個人成績
2001年シーズン終了時の成績
| 国内大会個人成績 | 国内大会個人成績 | 国内大会個人成績 | 国内大会個人成績 | 国内大会個人成績 | 国内大会個人成績 | 国内大会個人成績 | 国内大会個人成績 | 国内大会個人成績 | 国内大会個人成績 | 国内大会個人成績 | 国内大会個人成績 |
| 年度             | クラブ           | 背番号           | リーグ           | リーグ戦         | リーグ戦         | リーグ杯         | リーグ杯         | オープン杯       | オープン杯       | 期間通算         | 期間通算         |
| 年度             | クラブ           | 背番号           | リーグ           | 出場             | 得点             | 出場             | 得点             | 出場             | 得点             | 出場             | 得点             |
| 日本             | 日本             | 日本             | 日本             | リーグ戦         | リーグ戦         | JSL杯/ナビスコ杯 | JSL杯/ナビスコ杯 | 天皇杯           | 天皇杯           | 期間通算         | 期間通算         |
| ---------------- | ---------------- | ---------------- | ---------------- | ---------------- | ---------------- | ---------------- | ---------------- | ---------------- | ---------------- | ---------------- | ---------------- |
| 1990-91          | 東芝             | 20               | JSL1部           | 22               | 7                | 2                | 0                | 3                | 1                | 27               | 8                |
| 1991-92          | 東芝             | 20               | JSL1部           | 19               | 2                | 2                | 0                | 3                | 0                | 24               | 2                |
| 1992             | 浦和             | -                | J                | -                | -                | 7                | 2                | 4                | 0                | 11               | 2                |
| 1993             | 浦和             | -                | J                | 27               | 0                | 5                | 0                | 2                | 0                | 34               | 0                |
| 1994             | 浦和             | -                | J                | 41               | 1                | 2                | 0                | 0                | 0                | 43               | 1                |
| 1995             | 浦和             | -                | J                | 31               | 2                | -                | -                | 3                | 0                | 34               | 2                |
| 1996             | 浦和             | -                | J                | 26               | 4                | 10               | 0                | 4                | 2                | 40               | 6                |
| 1997             | 浦和             | 5                | J                | 29               | 3                | 8                | 2                | 0                | 0                | 37               | 5                |
| 1998             | 浦和             | 12               | J                | 4                | 1                | 4                | 0                | 0                | 0                | 8                | 1                |
| 1999             | 平塚             | 6                | J1               | 30               | 3                | 2                | 0                | 1                | 0                | 33               | 3                |
| 2000             | 湘南             | 6                | J2               | 32               | 3                | 0                | 0                | 3                | 0                | 35               | 3                |
| 2001             | 湘南             | 6                | J2               | 33               | 1                | 2                | 0                | 1                | 0                | 36               | 1                |
| 通算             | 日本             | 日本             | J1               | 188              | 14               | 38               | 4                | 14               | 2                | 240              | 20               |
| 通算             | 日本             | 日本             | J2               | 65               | 4                | 2                | 0                | 4                | 0                | 71               | 4                |
| 通算             | 日本             | 日本             | JSL1部           | 41               | 9                | 4                | 0                | 6                | 1                | 51               | 10               |
| 総通算           | 総通算           | 総通算           | 総通算           | 294              | 27               | 44               | 4                | 24               | 3                | 362              | 34               |

その他の公式戦
- 1990年
  - コニカカップ 7試合1得点
- 1991年
  - コニカカップ 5試合1得点

記録
- JSL(1部)初出場 - 1990年10月28日 対 日産自動車戦（三ツ沢球技場）
- JSL(1部)初得点 - 1990年11月3日 対 古河電工戦（平塚競技場）
- Jリーグ初出場 - 1993年5月16日 対 ガンバ大阪戦（万博記念競技場）
- Jリーグ初得点 - 1994年3月19日 対 ジェフユナイテッド市原戦（市原臨海競技場）

## 指導歴
- 2002年 - 2004年 湘南ベルマーレ
  - 2002年 普及・育成コーチ
  - 2003年 U-13 監督
  - 2003年 U-15 コーチ
  - 2004年 トップチーム コーチ
- 2005年 - 2018年4月 浦和レッズ
  - 2005年 - 2006年 ユース コーチ
  - 2007年 - 2011年10月 ユース 監督
  - 2011年10月 - 2011年12月 トップチーム監督
  - 2012年 - 2017年7月 トップチーム コーチ
  - 2017年7月 - 2018年4月 トップチーム 監督
- 2019年1月 - 同年3月 尚美学園大学 ヘッドコーチ
- 2019年3月 - 同年12月 ジェフユナイテッド千葉 ヘッドコーチ
- 2020年2月 - 2022年6月 東京ヴェルディ
  - 2020年2月 - 同年12月 スカウト部長
  - 2021年 - 同年9月 トップチーム コーチ
  - 2021年9月 - 2022年6月 トップチーム 監督（2021年12月までは暫定）
- 2023年 ベガルタ仙台
  - 2023年 - 同年7月 トップチーム コーチ
  - 2023年7月 - 同年11月 トップチーム 監督
- 2024年 横浜FC コーチ
- 2025年 浦和レッドダイヤモンズ・レディース 監督

## 監督成績
| 年度 | 所属 | クラブ | リーグ戦 | リーグ戦 | リーグ戦 | リーグ戦 | リーグ戦 | リーグ戦 | カップ戦  | カップ戦  | カップ戦 | カップ戦 |
| 年度 | 所属 | クラブ | 順位     | 試合     | 勝点     | 勝利     | 引分     | 敗戦     | Jリーグ杯 | 天皇杯    | CWC      | ACL      |
| ---- | ---- | ------ | -------- | -------- | -------- | -------- | -------- | -------- | --------- | --------- | -------- | -------- |
| 2011 | J1   | 浦和   | 15位     | 5        | 7        | 2        | 1        | 2        | 準優勝    | ベスト8   | -        | -        |
| 2017 | J1   | 浦和   | 7位      | 14       | 20       | 5        | 5        | 4        | ベスト8   | 4回戦敗退 | 5位      | 優勝     |
| 2018 | J1   | 浦和   | 17位     | 5        | 2        | 0        | 2        | 3        | -         | -         | -        | -        |
| 2021 | J2   | 東京V  | 12位     | 15       | 21       | 6        | 3        | 6        | -         | -         | -        | -        |
| 2022 | J2   | 東京V  | 14位     | 21       | 26       | 6        | 8        | 7        | -         | 3回戦進出 | -        | -        |
| 2023 | J2   | 仙台   | 16位     | 17       | 13       | 3        | 4        | 10       | -         | -         | -        | -        |

## タイトル

### 監督時代
浦和レッズユース
- 高円宮杯全日本ユース(U-18)サッカー選手権大会：1回（2008年）

浦和レッズ
- AFCチャンピオンズリーグ：1回（2017年）
- スルガ銀行チャンピオンシップ：1回（2017年）

### 個人
- AFC年間最優秀監督賞：1回（2017年）